# 上涌谷車站
上涌谷車站（日语：／ Kami-wakuya eki */?）是位於日本宮城縣遠田郡涌谷町，屬於東日本旅客鐵道（JR東日本）石卷線沿線的鐵路車站。本站是由小牛田車站代為管理的無人車站，位於JR東日本仙台支社管轄範圍。本站除石卷線上的列車之外，行駛於氣仙沼線上的普通列車也會直通進入石卷線並經過本站，直到駛抵隔鄰的小牛田之後才折返。

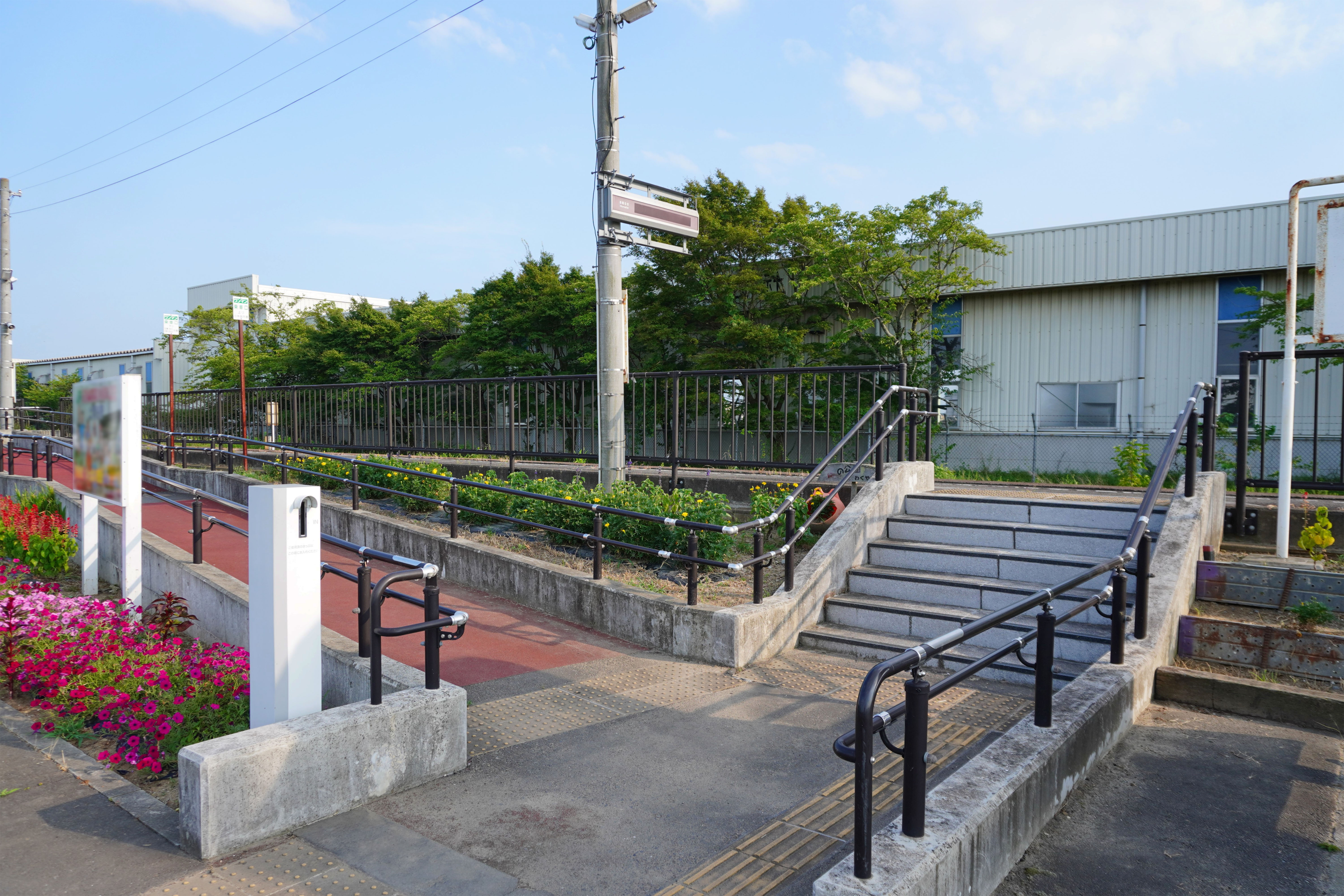
車站出入口(2023年7月)

## 車站構造

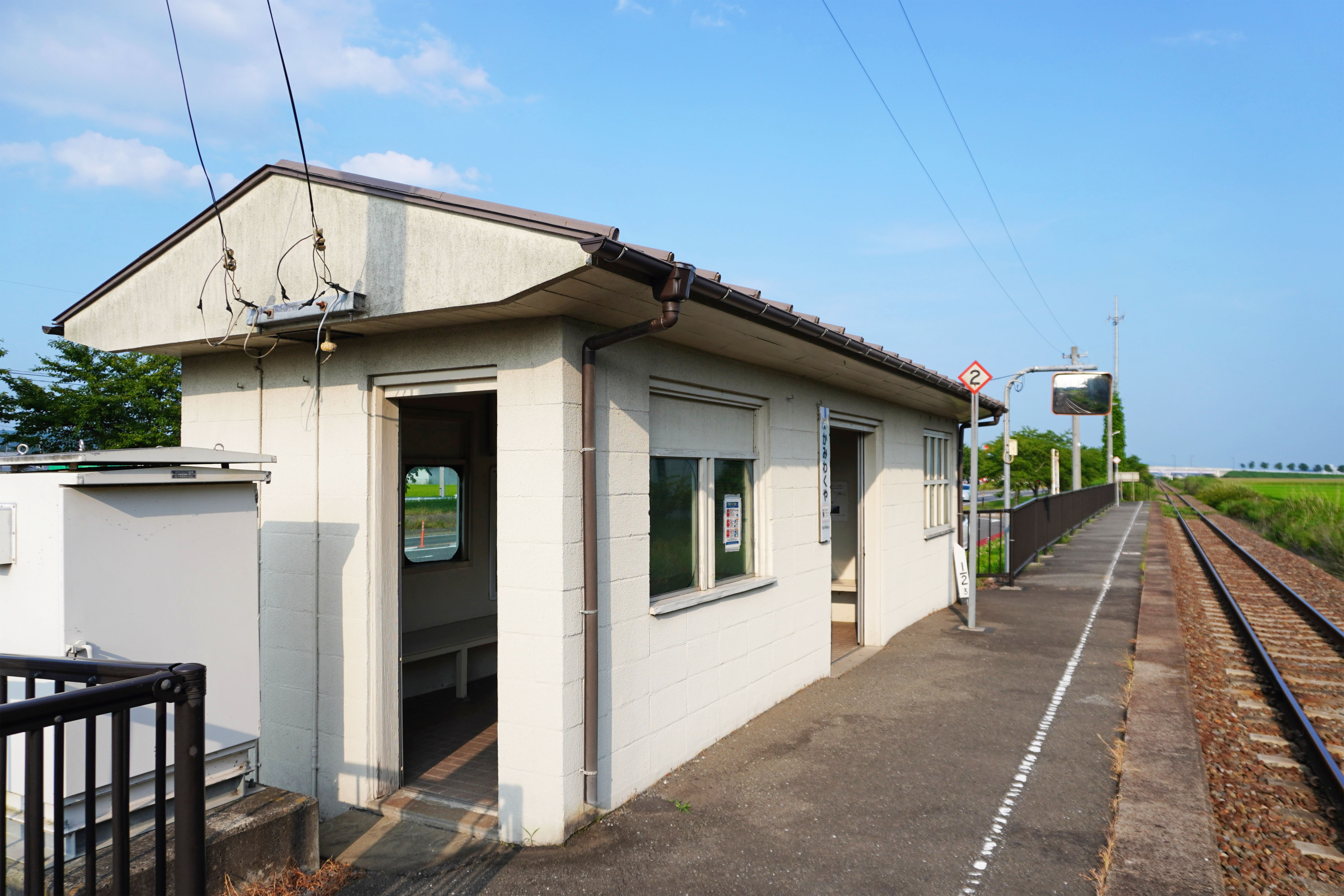
候車室(2023年7月)

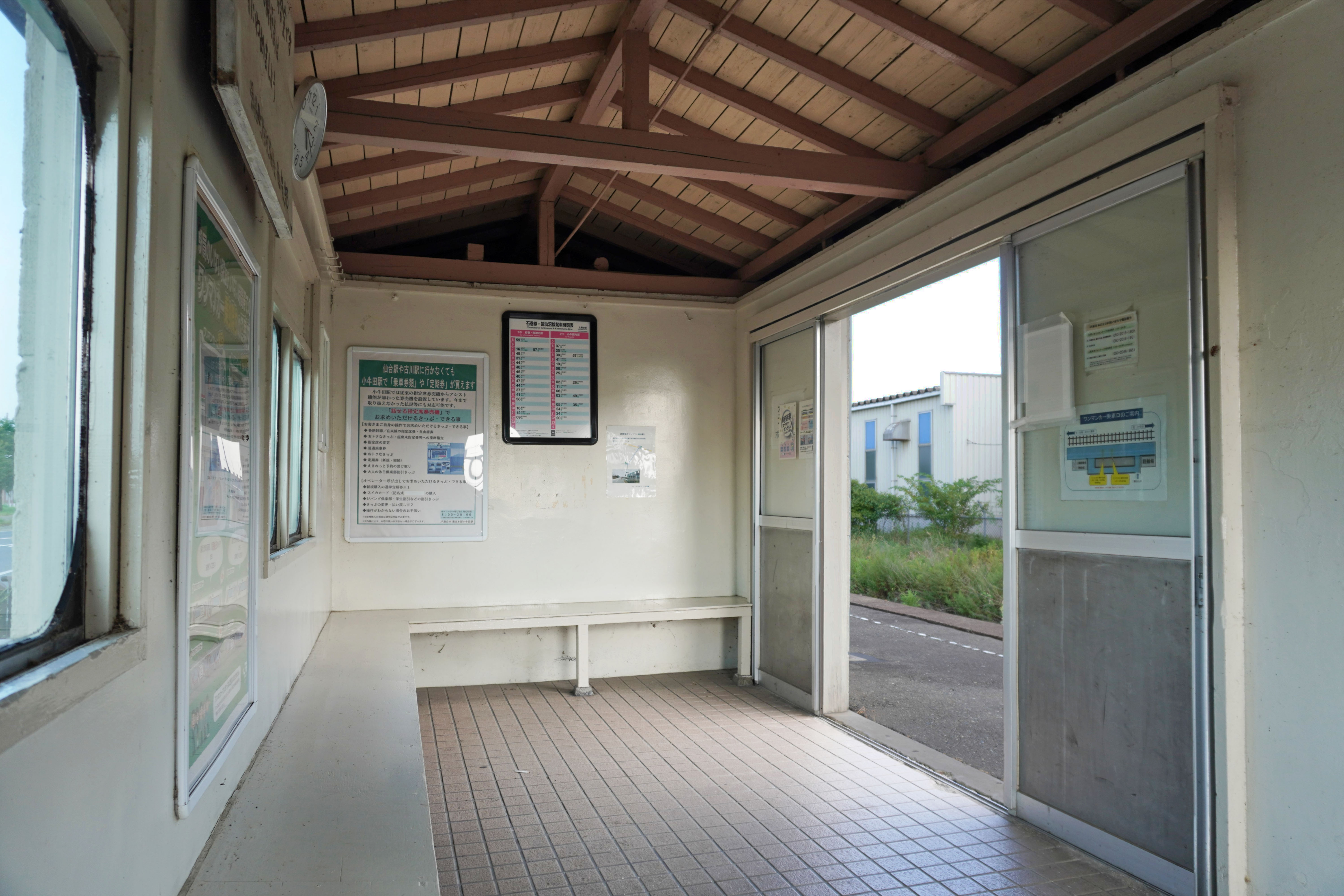
候車室内(2023年7月)

本站為側式月台1面1線的地面車站。

## 歷史
- 1957年（昭和32年）8月1日 - 車站啟用。
- 1987年（昭和62年）4月1日 - 日本國鐵分割民營化，車站管轄劃歸由東日本旅客鐵道繼承。

## 相鄰車站
東日本旅客鐵道
■石卷線、■氣仙沼線（氣仙沼線至前谷地站為止為石卷線）
小牛田－上涌谷－涌谷

## 外部連結
- （日語）上涌谷車站（JR東日本）（页面存档备份，存于）